# Remedy Entertainment
Remedy Entertainment Oyj är en datorspelsutvecklare som grundades 1995 och är baserad i Esbo, Finland.
Deras första spel, Death Rally, släpptes 1996 av Apogee Software och GT Interactive.
1997 skapade de Final Reality, ett benchmarkprogram. De ansåg dock inte att det passade in då deras fokus ligger på actionspel, så i november 1997 grundade de Futuremark som fokuserar på benchmarkprogram.
Remedy är mest kända för att ha utvecklat actionspelet Max Payne och dess uppföljare Max Payne 2: The Fall of Max Payne, samt för survival horror-spelet Alan Wake. Deras senaste spelprojekt, Control, släpptes 27 augusti 2019.

## Spel
| År   | Titel                              | Konsol                                                |
| ---- | ---------------------------------- | ----------------------------------------------------- |
| 1996 | Death Rally                        | MS-DOS                                                |
| 2001 | Max Payne                          | Microsoft Windows                                     |
| 2003 | Max Payne 2: The Fall of Max Payne | Microsoft Windows                                     |
| 2010 | Alan Wake                          | Xbox 360, Microsoft Windows                           |
| 2011 | Death Rally                        | iOS, Android, Microsoft Windows                       |
| 2012 | Alan Wake's American Nightmare     | Xbox Live Arcade, Microsoft Windows                   |
| 2014 | Agents of Storm                    | iOS                                                   |
| 2016 | Quantum Break                      | Xbox One, Microsoft Windows                           |
| 2019 | Control                            | Xbox One, Playstation 4 och Microsoft Windows         |
| 2023 | Alan Wake 2                        | Xbox Series X\|S, PlayStation 5 och Microsoft Windows |